# 앙겔라 메르켈
앙겔라 도로테아 메르켈(독일어: Angela Dorothea Merkel, 독일어 발음: [ˈaŋɡela doʁoˈteːa ˈmɛʁkl̩] ( 듣기), 혼전 성씨: 카스너(독일어: Kasner), 1954년 7월 17일~)은 독일의 정치인이다. 2005년부터 2021년까지 재임했던 독일의 제8대 연방총리이다. 독일 역사상 최초로 연방총리직에 오른 여성이기도 하다. 동독에서 물리학자로 활동한 후 통일 과정에서 정치에 참여하기 시작하였으며 이를 바탕으로 헬무트 콜 내각에서 환경부 장관을 역임하였다. 2000년에 독일의 보수 정당인 기독교민주연합의 의장직에 취임한 이후 2005년 총선에서 제1당을 차지했지만 어느 세력도 과반을 점하지 못한 헝 의회가 발생하자, 메르켈은 사회민주당과 대연정을 구성하여 총리직에 올랐다. 2009년 총선에서는 더 보수적인 성향의 자유민주당과 연정을 했지만, 2013년 총선에서는 다시 헝 의회가 발생하여 대연정을 구성하였다. 총리로 재임하는 동안 그리스 경제 위기와 우크라이나 분쟁, 시리아 난민 사태 등 국제적 현안이 제기되었으며, 이를 해결하는 과정에서 메르켈은 광범위한 영향력을 가지게 되었다. 2006년부터 2015년까지 2010년을 제외하고, 포브스는 메르켈을 "세계에서 가장 영향력 있는 여성 1위"에 선정하였으며, 2015년 '타임'은 '자유 세계의 총리(Chancellor of the Free World)'이라는 이름으로 '올해의 인물'에 선정하였다.

## 생애

### 초기
앙겔라는 1954년 7월 17일 함부르크에서 장녀로 태어났다. 아버지는 호르스트 카스너 목사, 어머니는 헤어린트 카스너이며 태어날 때 이름은 '앙겔라 도로테아 카스너'였다. 아버지는 하이델베르크 대학에서 신학 공부를 시작해, 함부르크 대학에서 학업을 마쳤다. 라틴어와 영어 교사인 어머니는 사민당 당원이었다. 1954년에 태어나서 몇 주가 지난 메르켈은 부모님과 함께 동독으로 이주했다. 아버지가 당시 동독에 속한 브란덴부르크주 지방의 개신교회에서 목회를 시작했기 때문이다. 가족은 목사관에서 살았으며, 독일의 재통일 이전에는 공산국가였던 동독의 정치적 상황 때문에 목회에서 어려움을 겪었다. 1957년부터 동생 마쿠스, 이레네와 브란덴부르크 지방의 작은 도시인 템플린에서 유년기를 보냈다. 1971년 기술고등학교에 입학했으며, 1970년대 초반에 자유독일청년회(FDJ)에 가입한다. 고등학생 시절에는 수학과 어학 과목에서 뛰어난 재능을 보였다. 특히 러시아어 경시 대회에서 수상한 경력이 있을 정도로 러시아어에 뛰어난 재능을 보였다. 고등학교를 졸업한 후 1973년부터 1978년까지 라이프치히 대학에서 물리학을 공부하여 디플롬학위(석사학위에 해당)를 받는다. 1978년 동독 국가보안부(Ministerium für Staatssicherheit)에서 일자리를 제안 받지만 거절한다. 슈타지는 그녀의 동독과 공산주의에 대한 비판적인 태도와 정부통제에서 벗어나 노동자들의 의사에 따라 운영되는 자유노조를 주장한 폴란드 자유노조 운동에 대한 동조적 성향을 기록하고 있다. 1986년 루츠 췰리케 교수 밑에서 박사 학위를 받았다. 논문은 간단한 탄화수소의 반응속도 상수 계산에 대한 내용이며, 제목은 〈양자화학적, 통계적 방법에 기반한 단순결합 붕괴와 그 반응상수 계산 메커니즘에 대한 조사〉 (Untersuchung des Mechanismus von Zerfallsreaktionen mit einfachem Bindungsbruch und Berechnung ihrer Geschwindigkeitskonstanten auf der Grundlage quantenchemischer und statistischer Methoden)이다. 1978년부터 1990년까지 베를린 과학 아카데미 물리화학 연구소에서 양자화학분야의 연구원으로 일했다. 그 동안 그녀는 자유독일청년회 과학 아카데미에서 지구선도위원, 선전부 의장을 지낸다. 그러나 동독의 정당에는 가입하지 않았다.

### 정치 경력

#### 통일 전후

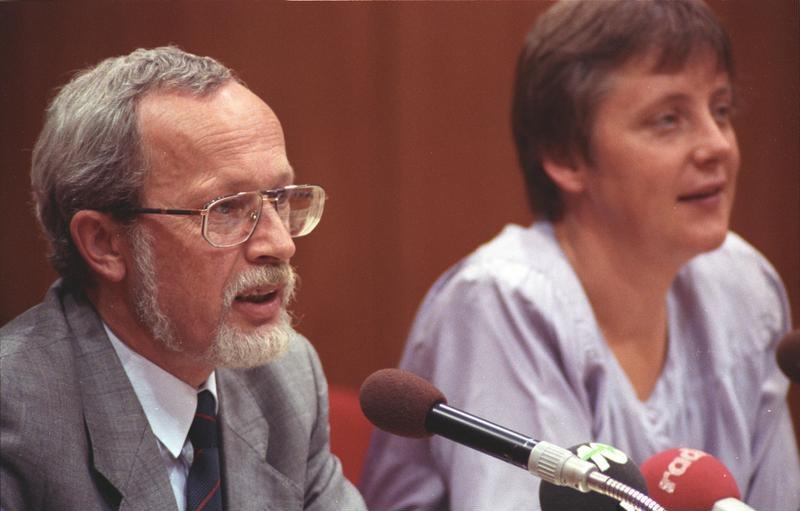
로타어 드 메지에르와 메르켈(1990년)

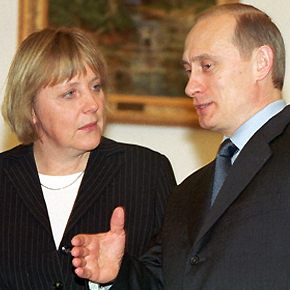
모스크바에서 블라디미르 푸틴과 함께

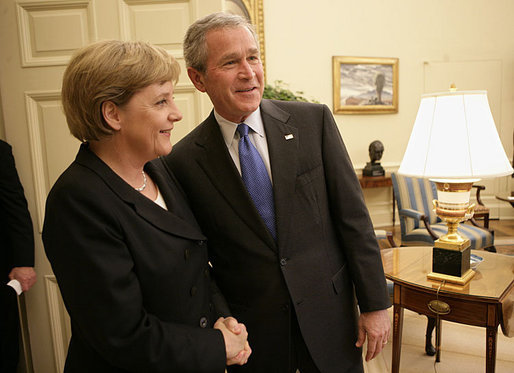
백악관에서 부시 미국 대통령과 함께

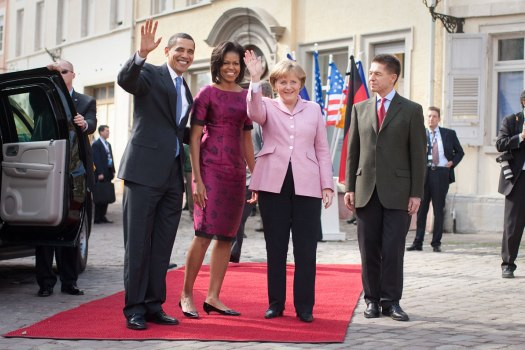
바덴바덴에서 오바마 부부와 함께 한 메르켈

메르켈은 1989년 독일 통일 이전까지는 구 동독 반대 그룹에 전혀 관여하지 않았다. 1989년의 격동 중 결성된 민주 개혁(Demokratischer Aufbruch, DA)에 참여하면서 정치에 입문했고, 후에 대변인이 되었다. 1990년 민주 선거로 성립된 동독의 로타어 드 메지에르(Lothar de Maizière) 정권에서 정부 대변인을 맡았으며 1990년 8월 DA와 기민당(CDU)의 합당으로 기민당원이 되었다. 12월에 하원 의원 후보로 뽑힌 그녀는 1991년 1월 헬무트 콜 내각에서 여성 청소년부 장관을 지냈다. 그리고 1993년 6월부터 2000년까지는 기민당 메클렌부르크-포어포메른의 지역위원장으로 활동하다 1994년 11월 17일 클라우스 툅퍼의 후임으로 환경부 장관이 되었다.

#### 기민련 대표 시절
1998년 11월 볼프강 쇼이블레로부터 기민당의 당수 자리를 물려받아 2000년 4월부터 보수 정당인 기민당의 대표로 활동했다. 1999년 겨울 기민당의 암거래 헌금이 발각되자 메르켈은 재빨리 헬무트 콜 전 총리와 거리를 두어야 한다고 당원에게 호소했다.(현재는 콜 전 총리와 화해했다.) 2000년 비밀 헌금 문제로 기민당 볼프강 쇼이블레 대표가 물러나자, 후임 대표로 취임했다. 2000년의 시점에서는 기민당 대표 겸 CDU/CSU 연방 의회 의원 단장이라고 하는 쇼이블레의 직위가 대표가 메르켈에, 의원 단장이 메르트 CDU 재무 담당에 따로 인계된 것은 구 동독 출신의 반발이었다. 여성이며, 게다가 이혼 경력이 있는 메르켈은 CDU에서는 비주류 보수인 온건 보수주의자로 간주되었고 보수 주류에서는 회의적인 눈길을 받았다. 톱의 암거래 헌금 의혹에 쇼크를 받은 CDU의 지방 당원·일반 당원이, 보수의 비주류인 메르켈을 보수 주류 및 중도보수층의 대표로 만들었다.

#### 총리 재직

##### 제1기(2005년~2009년)
그녀는 결국 독일 총리에 취임하였으나 정치적 성향이 다른 사회민주당과 대연정을 했다.

##### 제2기(2009년~2013년)
2009년에 실시된 독일 하원 선거에서 보수 세력이 승리하여 성향이 유사한 자유민주당과 연정을 했으나 금융위기로 인해 그녀의 독일 내 인기가 점점 줄어들고 의원내각제를 채택하고 있는 독일에서 대통령을 뽑을 때 연정 세력 중 일부가 반란표를 던지는 등 그녀의 입지가 점점 좁아지고 있다. 그러나 남유럽 경제위기에 적극적으로 대처하며 독일의 대유럽 영향력을 한껏 끌어올려 사회민주당보다 앞선 지지도를 유지하였다.

##### 제3기(2013년~2017년)
2013년 9월 22일에 치른 선거에서 기민당은 41.5%의 득표율로 전체 의석 630석 중 311석을 얻었다. 과반 316석에서 5석이 부족하긴 하지만 압승이라 표현해도 무리 없을 성과다. 다만 연정 파트너였던 자유민주당이 5% 득표율을 달성하지 못하면서 의회 입성에 실패해 기민당은 사민당과 대연정을 했다.

##### 제4기(2017년~2021년)
2017년 선거 결과 32.9%득표로 제1당을 유지했다. 이후 20.5%에 그친 사회민주당과 대연정을 우지하여 4기 내각을 발족했다. 그러나 지속적인 지지도 하락 및 지방선거 패배로 2018년 12월 기독교민주연합 당대표직에서 물러나며 차기 총선 불출마를 선언했다. 이후 2021년 선거 결과로 사회민주당의 올라프 숄츠가 집권하며 12월 8일에 공식 퇴임했다.

## 개인사
1977년 물리학자인 울리히 메르켈과 결혼했으나 1982년에 이혼했고, 1998년 베를린 출신 화학과 교수인 요아힘 자우어와 재혼했다. 재혼 후에도 전 남편의 성을 그대로 사용하고 있다. 자우어가 전처 사이에서 낳은 의붓아들이 두 명 있으며 메르켈은 아이를 가진 적이 없다. 이 외에도 메르켈은 러시아어와 영어를 유창하게 구사한다.

## 앙겔라 메르켈 총리 회의 사진

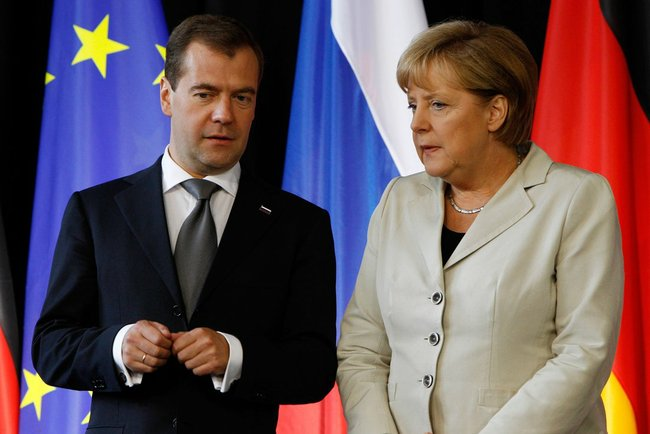
드미트리 메드베데프 전 러시아 대통령과 함께
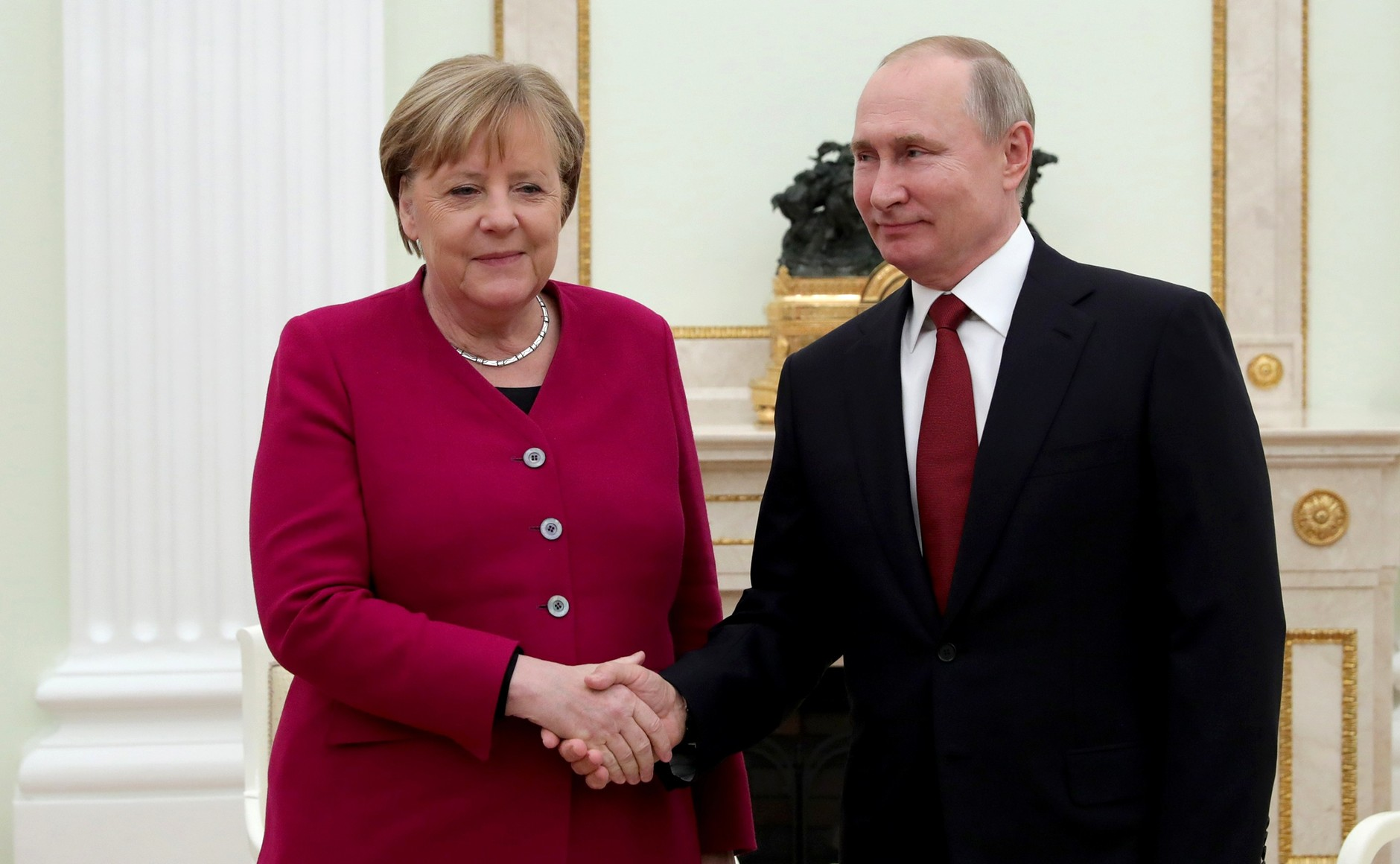
메르켈 총리와 러시아 대통령 블라디미르 푸틴
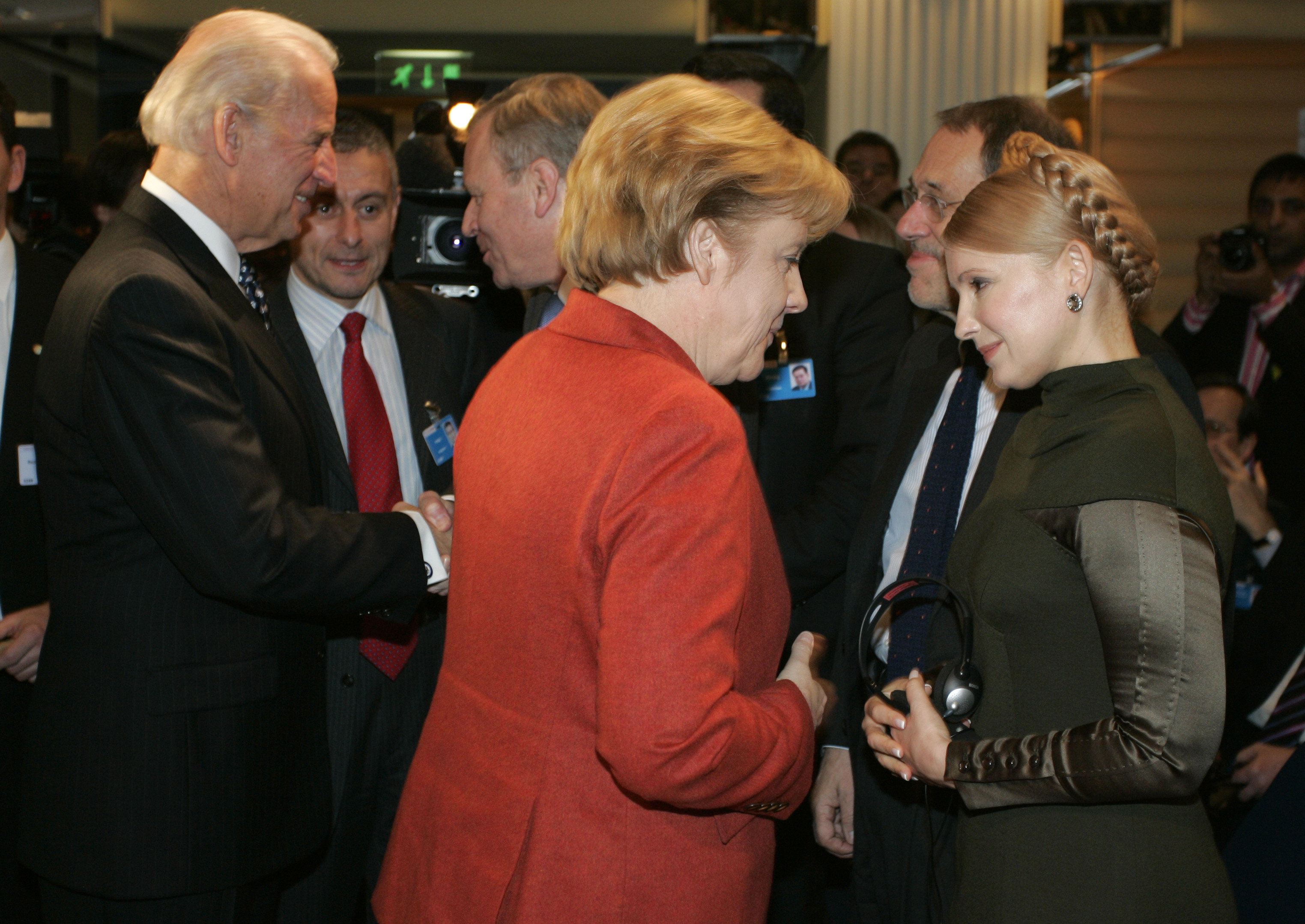
율리야 티모셴코 우크라이나 전 총리를 만나는 메르켈
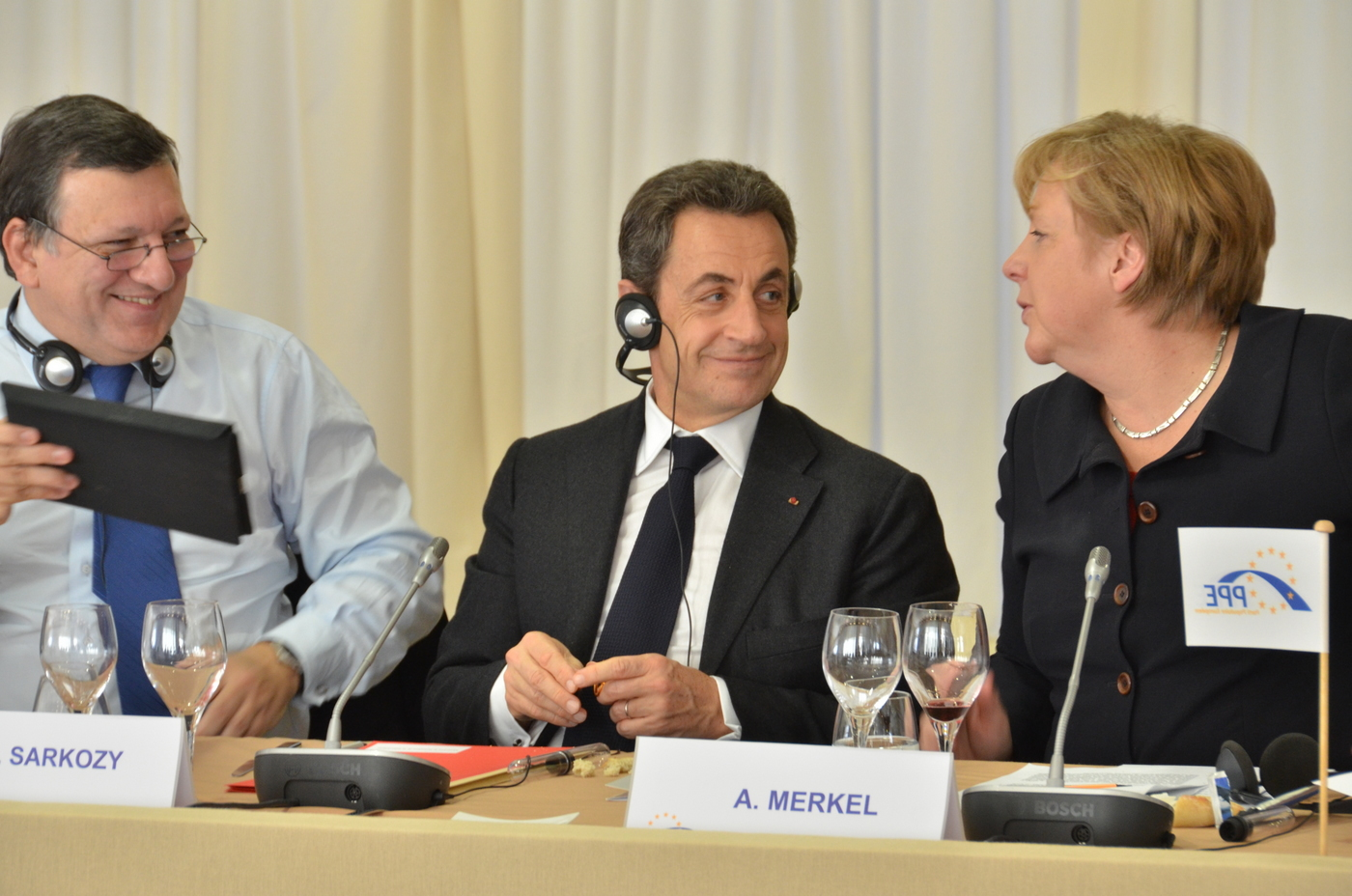
니콜라 사르코지 전 프랑스 대통령과 함께
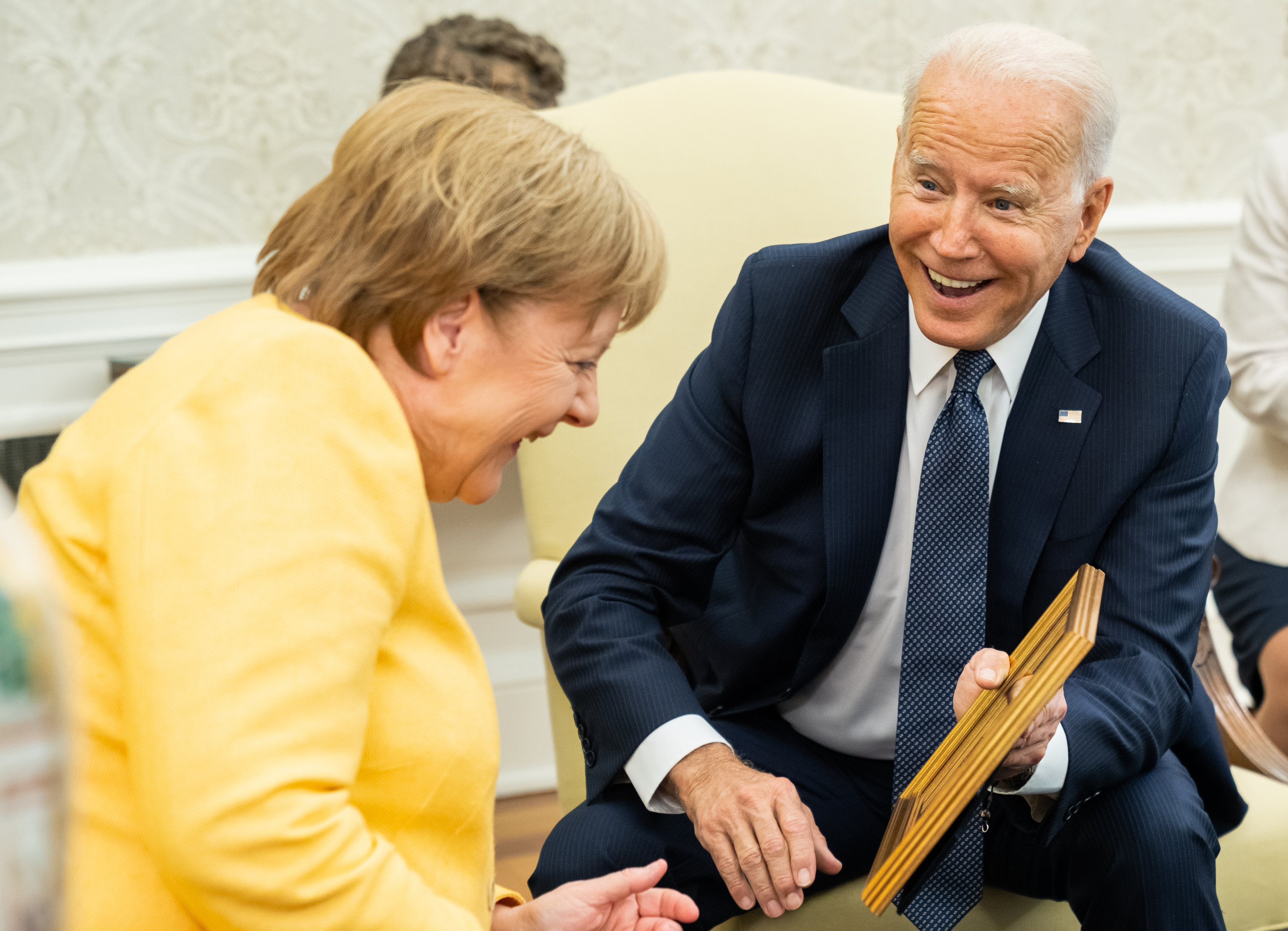
앙겔라 메르켈과 미국 제46대 대통령  조 바이든
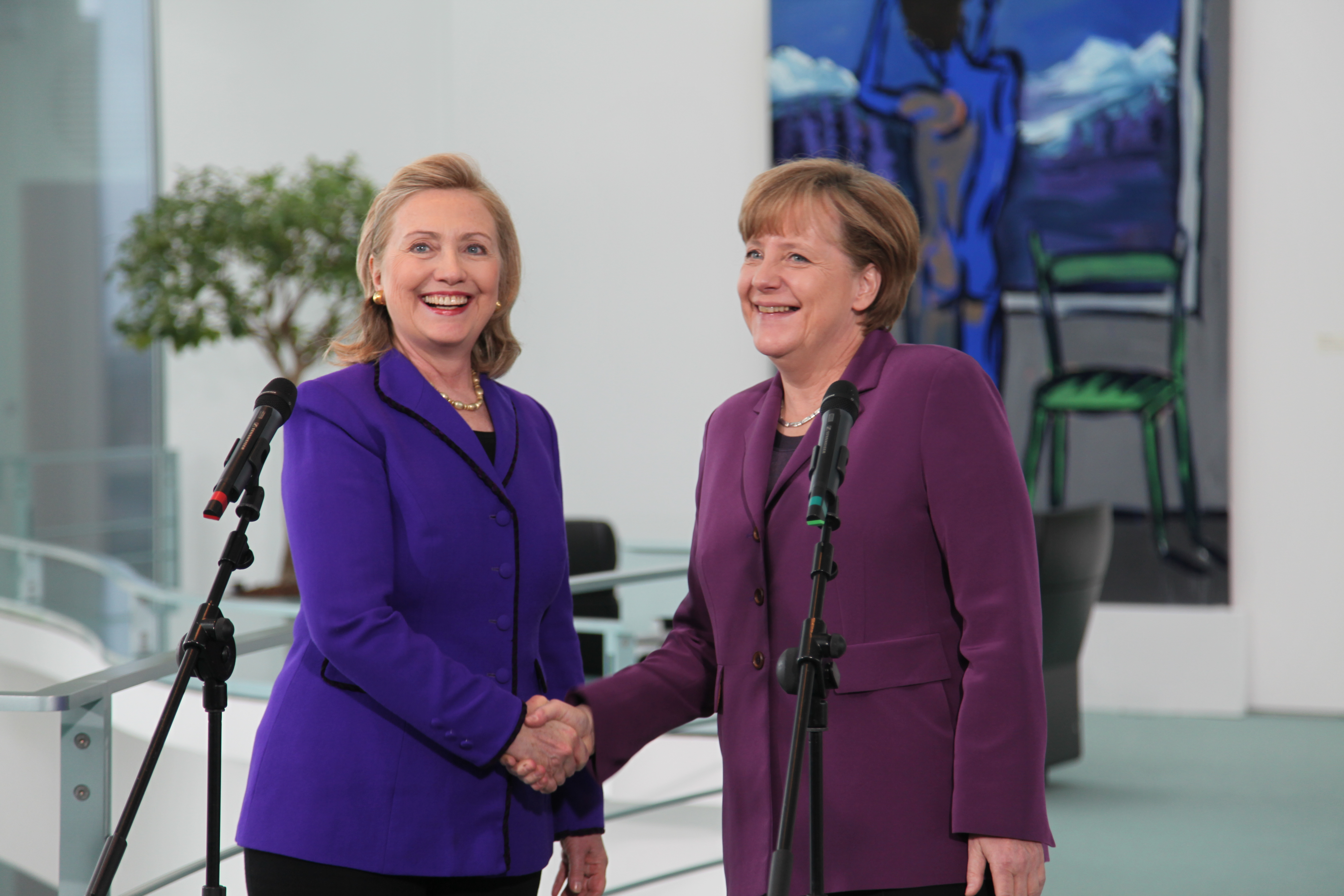
메르켈이 만났다 미국의 대통령 배우자 힐러리 클린턴
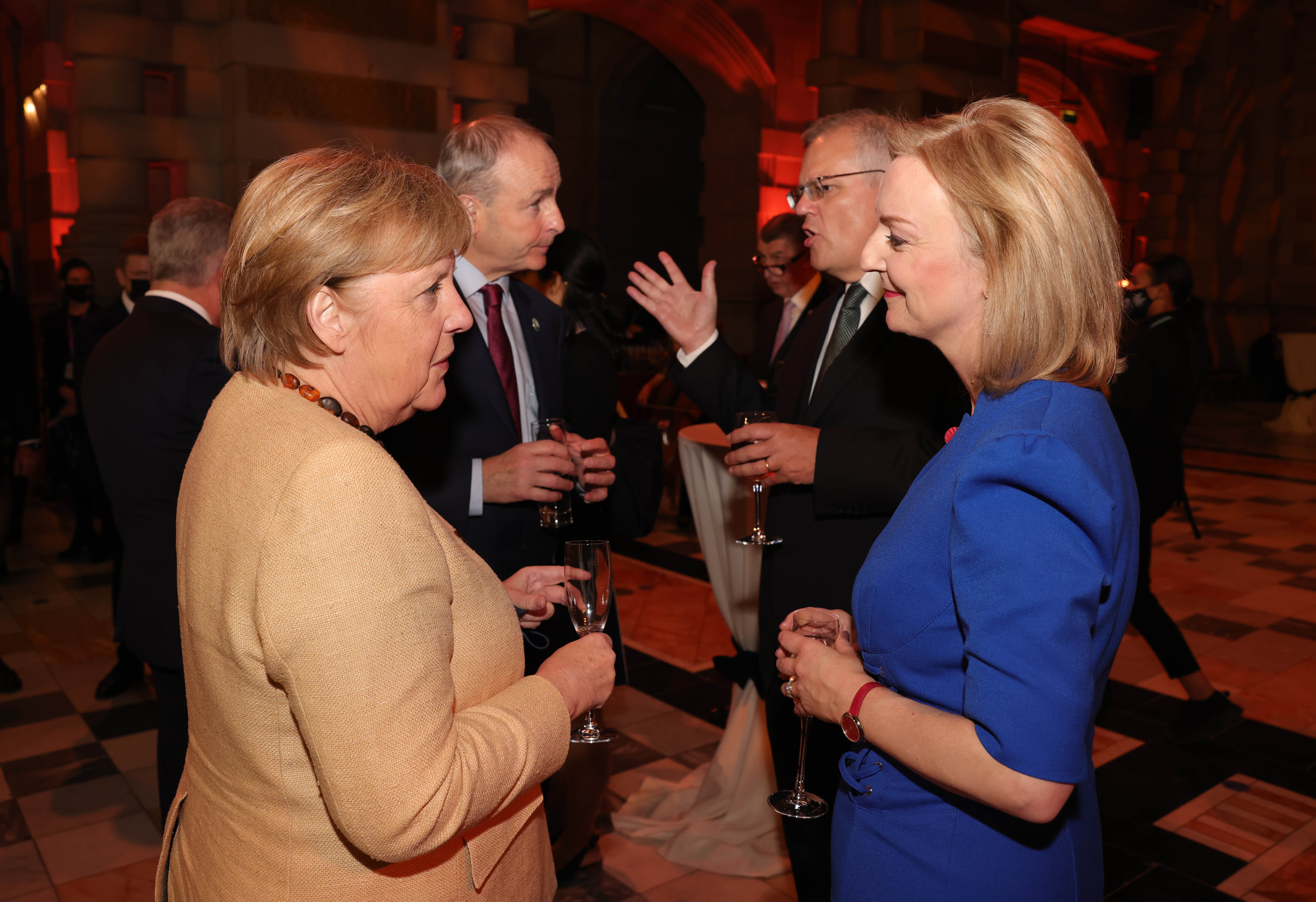
메르켈 그리고 전 영국 총리 리즈 트러스
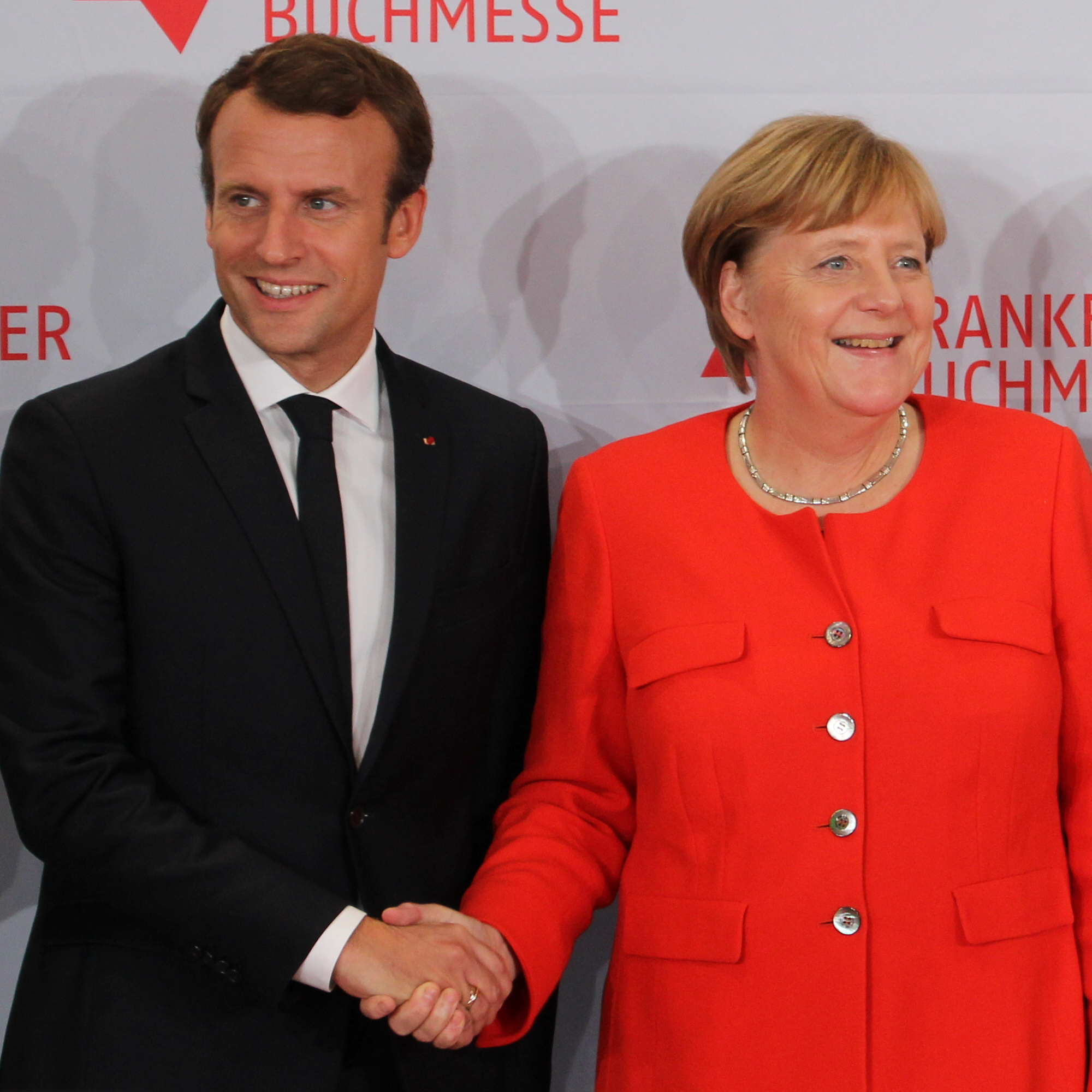
메르켈 총리와 프랑스 대통령 에마뉘엘 마크롱
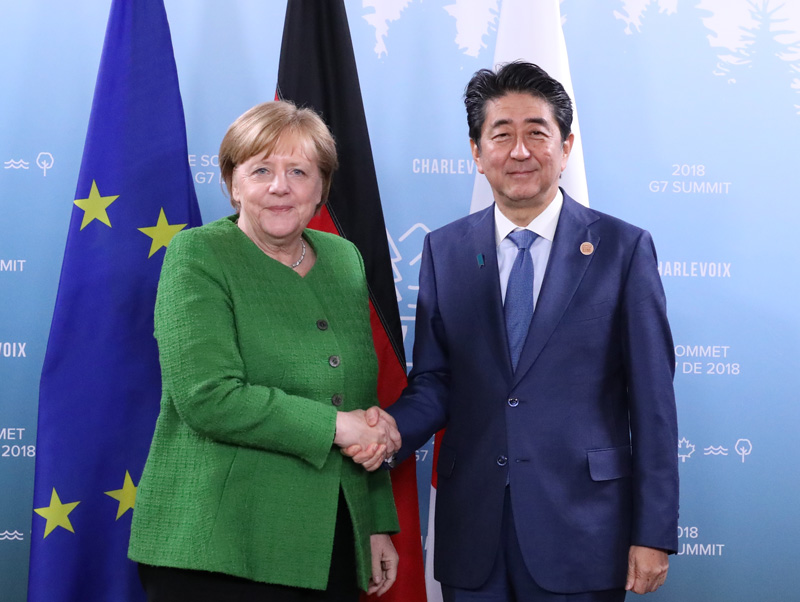
메르켈 총리와 고 일본 총리  아베 신조
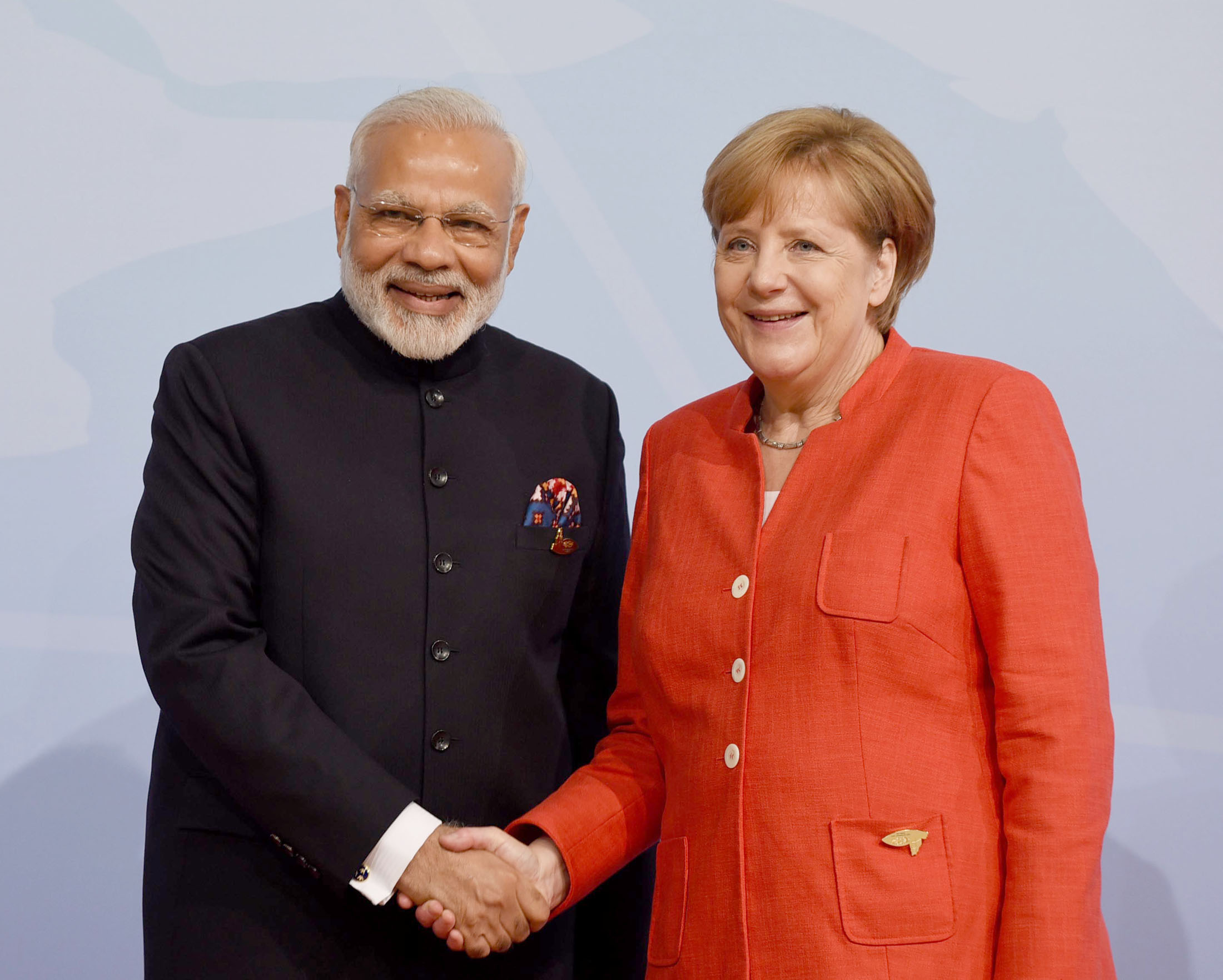
앙겔라 메르켈 총리와 인도 총리 나렌드라 모디

## 역대 선거 결과
| 선거명      | 직책명                                                         | 대수 | 정당                | 득표율 | 득표수   | 결과 | 당락                                                    |
| ----------- | -------------------------------------------------------------- | ---- | ------------------- | ------ | -------- | ---- | ------------------------------------------------------- |
| 1990년 선거 | 하원의원 (스트랄순드-뤼겐-그리멘 선거구)                       | 12대 | 독일 기독교민주연합 | 48.5%  | -표      | 1위  | 스트랄순드-뤼겐-그리멘 하원의원 당선                    |
| 1994년 선거 | 하원의원 (스트랄순드-뤼겐-그리멘 선거구)                       | 13대 | 독일 기독교민주연합 | 48.6%  | -표      | 1위  | 스트랄순드-뤼겐-그리멘 하원의원 당선                    |
| 1998년 선거 | 하원의원 (스트랄순드-뤼겐-그리멘 선거구)                       | 14대 | 독일 기독교민주연합 | 37.3%  | -표      | 1위  | 스트랄순드-뤼겐-그리멘 하원의원 당선                    |
| 2002년 선거 | 하원의원 (스트랄순드-뤼겐-그리멘 선거구)                       | 15대 | 독일 기독교민주연합 | 41.6%  | -표      | 1위  | 스트랄순드-뤼겐-그리멘 하원의원 당선                    |
| 2005년 선거 | 하원의원 (슈트랄준트-포어포메른-뤼겐 선거구)                   | 16대 | 독일 기독교민주연합 | 41.31% | 57,131표 | 1위  | 슈트랄준트-포어포메른-뤼겐 하원의원 당선                |
| 2009년 선거 | 하원의원 (슈트랄준트-포어포메른-뤼겐 선거구)                   | 17대 | 독일 기독교민주연합 | 49.33% | 57,865표 | 1위  | 슈트랄준트-포어포메른-뤼겐 하원의원 당선                |
| 2013년 선거 | 하원의원 (포어포메른·뤼겐-포어포메른·그라이프스발트 제1선거구) | 18대 | 독일 기독교민주연합 | 56.2%  | 87,142표 | 1위  | 포어포메른·뤼겐-포어포메른·그라이프스발트 하원의원 당선 |
| 2017년 선거 | 하원의원 (포어포메른·뤼겐-포어포메른·그라이프스발트 제1선거구) | 19대 | 독일 기독교민주연합 | 44.0%  | 73,746표 | 1위  | 포어포메른·뤼겐-포어포메른·그라이프스발트 하원의원 당선 |